# ワルペン
ワルペン（スペイン語: Hualpén、ウアルペンとも）は、チリのビオビオ州にある都市。コンセプシオン大都市圏の一郭をなす。

## 人口統計
国立統計研究所が行なった2002年国勢調査によると、ワルペン市の面積は53.5平方キロ、人口は8万6722人である。このうち、都市部には8万5928人 (99.1%) が、農村部には794人 (0.9%) が住んでいる。前回の1992年の調査に比べ、人口は5.7%減少した。

## 行政
市は議会が行政を司り、四年ごとに選挙で選ばれる市長が統率する第三級行政区画に位置づけられる。現在の市長はファビオラ・ラゴス・リサマ（民主主義のための政党）である。
国政では、上院の第12選挙区（ビオビオ州山間部）と下院の第43選挙区（ほかにタルカワノ）に属する。第12区選出の上院議員はアレハンドロ・ナバーロ・ブライン（広範な社会運動）とオサイン・サバグ・カスティージョ（キリスト教民主党）、第43区選出の下院議員はホルヘ・ウジョーア（独立民主連合）とクリスチャン・カンポス（キリスト教民主党）である。